# اس‌آر۲۲
اس‌آر۲۲ (به انگلیسی: Cirrus_SR22) یک هواگرد از نوع ترابری غیرنظامی ساخت شرکت Cirrus Aircraft است. در مجموع، تعداد 5,194 فروند از این هواگرد ساخته شده‌است.